# Rosty Pál (főhadnagy)
Barkóczi Rosty Pál Jakab (Ják, Vas vármegye, 1745. július 10. – Ivánc, Vas vármegye, 1810. október 26.), táblabíró, főhadnagy, elítélt magyar jakobinus.

## Élete

A barkóczi Rosty család címere.

A tekintélyes nemesi származású barkóczi Rosty család sarja. Édesapja barkóczi Rosty Ferenc (1718–1790) földbirtokos, Vas vármegye alispánja, királyi tanácsos, vármegyei követ, édesanyja balázsfalvi Orosz Mária (1720–1751) volt. Az apai nagyszülei barkóczi Rosty László (fl. 1710-1730) a kőszegi járás főszolgabírója, földbirtokos és a zalalövői Csapody családból való zalalövői Csapody Mária (fl. 1710-1714) voltak. Keresztszülei Terczy Ferenc jáki apát és vizeki Tallián Borbála voltak. Fivére Rosty János, jezsuita szerzetes, hahóti apát, keszthelyi plébános, "A jó tanácshoz" ("Boni Consilii") címzett szabadkőműves páholy tagja. Egyik nagynénje barkóczi Rosty Anna Mária (1722–1784), akinek a férje boldogfai Farkas Ferenc (1713–1770) Zala vármegyei alispán; a másik nagynénje barkóczi Rosty Katalin, szalapatakai Nagy Mihály (1706–1756) zalai alispánnak, királyi tanácsosnak a hitvese.
Vas vármegye ajánlatára a testőrségnél 1763. december 10-től 1769. március 8-ig szolgált. 1764-ben osztották be a pozsonyi országgyűlés kirendelt testőrkülönítményébe. A gárdától főhadnagyi rangban a 6. (D’Ayassassa) vértes lovasezredhez helyeztetvén, 200 forint felszerelési átalányt kapott. Rosty Pál a magyar jakobinus mozgalomba belekeveredett, és 1794-ben elítélték, azonban 1795. május 20-án szabadon bocsátották.
Rosty Pál öregkorában a császárhű gróf Sigray József (1768–1830) ivánci kastélyában lakott, akinek bátyját, gróf Sigray Jakabot (1764–1795) a magyar jakobinus mozgalom egyik vezetőjét 1795-ben kivégezték, tehát közeli kapcsolatot ápolt a szintén jakobinus Rosty az ivánci földbirtokosokkal. Rosty Pál ott is halt meg 63 évesen, 1810. október 26-án. Rosty Pál neje, Nedeczky Anna, 1798-ban a pentelei, baracsi, kisapostagi és pázmándi birtokrészeit 83 ezer osztrák–magyar forintért eladta gróf Festetics Györgynek.

## Házassága és gyermekei

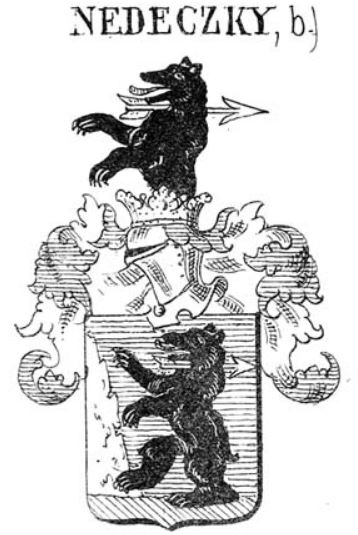
A nedeczei Nedeczky család címere

Feleségül vette 1778. július 16-án Pakson a nedecei Nedeczky családból való nedecei Nedeczky Anna Máriát (Paks, 1764. június 26.–1839), akinek szülei nedecei Nedeczky Albert és Újváry Walburga bárónő voltak. A menyasszonynak az apai nagyszülei nedeczei Nedeczky Károly (†1759), királyi tanácsos, földbirtokos és a  lengyeltóti Lengyel családnak a sarja, tóti Lengyel Krisztina (1710–1756) voltak. Az anyai nagyszülei báró Újváry László ezredes, földbirtokos és báró Száraz Erzsébet voltak. Rosty Pálné Nedeczky Annának a nagybátyja nedecei Nedeczky Károly (1766–1823), veszprémi kanonok, választott drivasztói püspök. Az esküvői tanúk nemes Fischer Ferenc és Rosty Ferenc voltak. A házasságukból született:
- barkóczi Rosty Albert Ferenc János (*Sopron, 1779. december 10. –†Pest, 1847. november 4.), Békés vármegye alispánja, főjegyzője. Neje, ehrenberghi Eckstein Anna.
- barkóczi Rosty Károly (Pest, 1785. október 3.]–†Bécs, 1835. december 12.), császári királyi kamarás, 1809-ben a Blanckenstein-huszárezred főhadnagya, őrnagy
- barkóczi Rosty Henriette (Paks, 1787. augusztus 5.–Tétény, 1806. június 3.)